# Stazione di Mirandola SEFTA
La stazione di Mirandola SEFTA, oggi conosciuta come stazione delle corriere di Mirandola, è stata una stazione ferroviaria capolinea della ferrovia Modena-Mirandola e sarebbe stata una stazione passante sulla mai completata ferrovia Rolo-Mirandola.
La stazione era gestita dalla Società Emiliana di Ferrovie Tranvie ed Automobili (SEFTA).
La struttura, oggi di proprietà della Società Emiliana Trasporti Autofiloviari (SETA), è stata riconvertita ad autostazione e funge da terminal per i collegamenti stradali con diverse destinazioni del modenese e del mantovano, questi ultimi operati da Azienda Pubblici Autoservizi Mantova (APAM).

## Storia

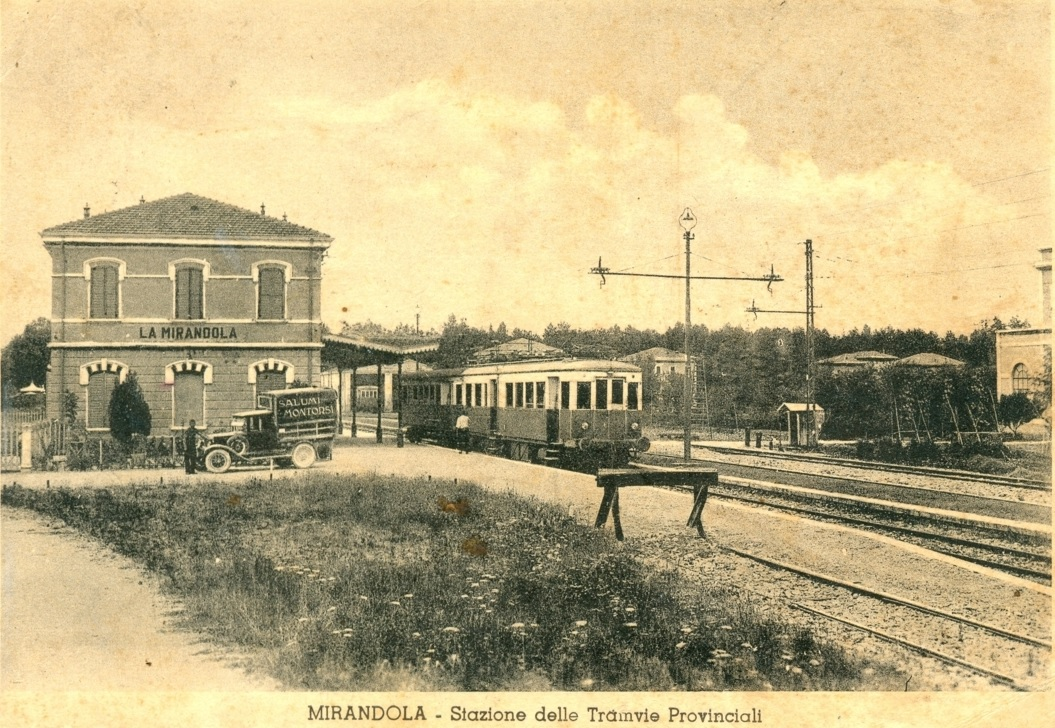
Un'immagine storica della stazione delle tranvie provinciali della SEFTA

La stazione venne costruita in sostituzione della vecchia stazione di Mirandola FSMMF e in prospettiva della realizzazione della connessione con la ferrovia Rolo-Mirandola, che però non venne mai attivata seppur completata. L'inaugurazione della nuova linea, completamente elettrificata, avvenne il 26 settembre 1932, alla presenza del ministro delle comunicazioni Costanzo Ciano, che giunse a Mirandola su un convoglio composto da due motrici e due vetture partito poco più che mezz'ora prima da Modena.

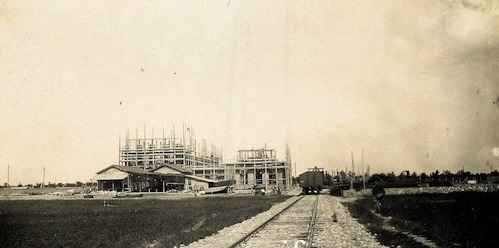
Raccordo ferroviario con lo zuccherificio di Mirandola

Dopo qualche anno venne realizzato un raccordo non elettrificato per i convogli merci della distilleria-zuccherificio (inaugurato nel 1936 e attualmente sede della municipalizzata AIMAG). In questo breve raccordo i vagoni merci erano manovrati fino al 1962-1963 dalla locomotiva a vapore SEFTA n°2 "Fabrizi" (Locomotiva FS 817.002) e in seguito da un locomotore di proprietà dello zuccherificio.
Dopo la decisione della amministrazione provinciale di Modena di smantellare il collegamento ferroviario con il capoluogo modenese dal 6 settembre 1964, la struttura è stata riconvertita ad autostazione per il trasporto pubblico extraurbano stradale ed è tuttora operativa. L'autostazione passa in seguito in gestione ad ATCM e poi a SETA.
In seguito al devastante terremoto dell'Emilia del 2012, che ha reso inagibile tutti gli istituti scolastici della città rendendone necessaria la delocalizzazione nel nuovo polo scolastico nella periferia sud-est, è stato avviato il progetto di realizzazione in tale complesso di una nuova autostazione a servizio degli studenti che sono i maggiori fruitori del trasporto pubblico locale della bassa modenese. L'area della ex stazione SEFTA è destinata a diventare residenziale-commerciale.

## Strutture e impianti

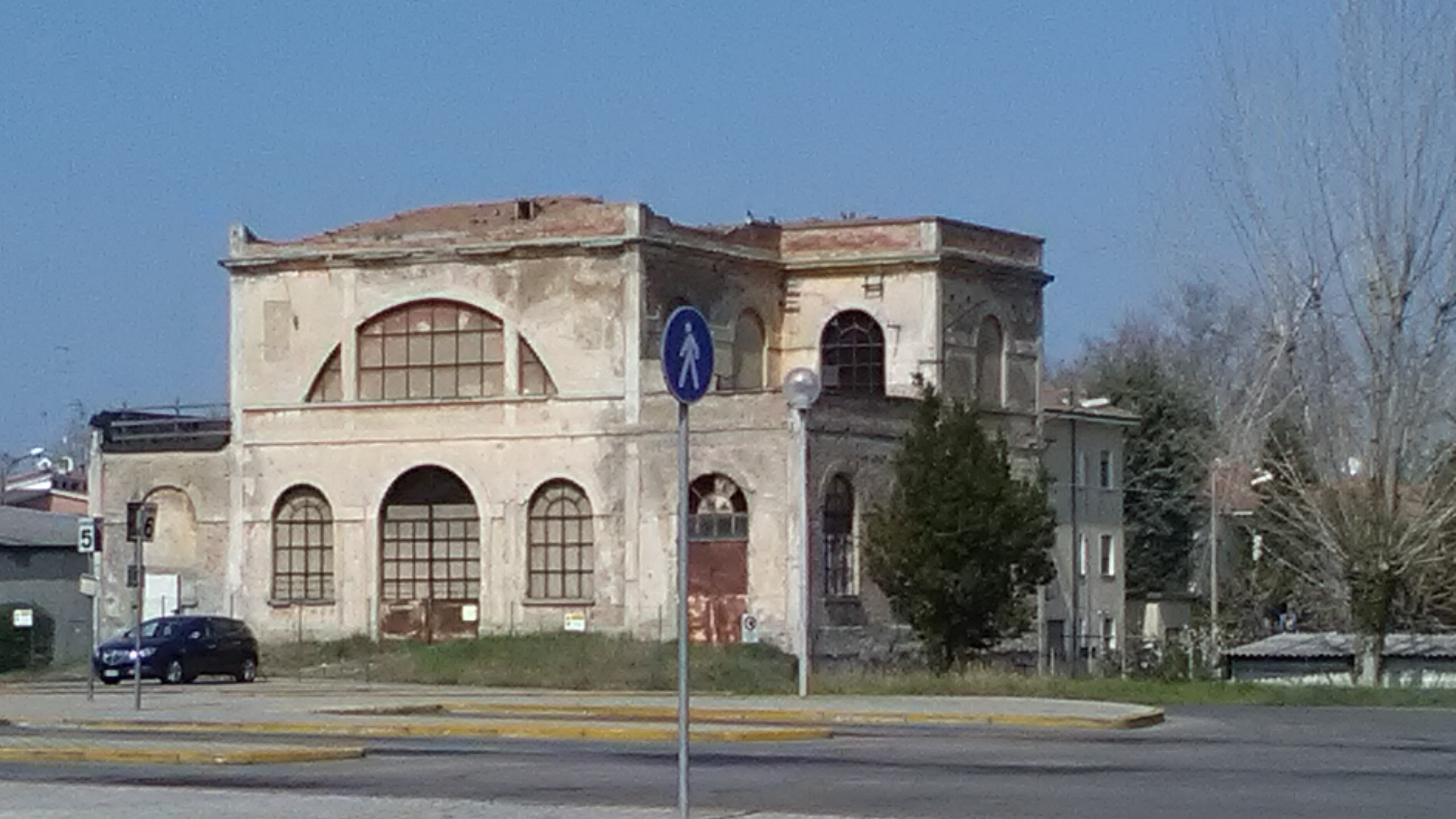
Sottostazione elettrica ferroviaria

L'ex stazione si trova in viale Circonvallazione est, a ridosso del centro storico di Mirandola, vicino allo stadio comunale "Libero Lolli" e alla chiesa del Gesù.
Sono tuttora presenti i ruderi della sottostazione elettrica ferroviaria e del deposito dei locomotori.
In tempi più recenti fu realizzato il deposito delle autocorriere sul lato orientale del piazzale di manovra e un parcheggio scambiatore sul lato occidentale.

## Movimento
Nel 1964 il traffico passeggeri era servito da 12 coppie di treni giornalieri, composti da un'elettromotrice e una carrozza a carrelli mista (oppure dalla sola elettromotrice). Partendo da Mirandola verso Modena, il convoglio veniva agganciato presso la stazione di Cavezzo-Villafranca con le vetture provenienti dalla diramazione per la stazione di Finale Emilia e si proseguiva verso Modena; mentre la stessa cosa accadeva al ritorno nel verso contrario da Modena verso Mirandola e Finale.
Essendo una stazione terminale, il convoglio doveva invertire il senso di marcia una volta giunto a Mirandola, agganciando l'elettromotrice in testa al treno.
Nella fascia oraria 6:00-9:00 erano cadenzati ogni 45 minuti quattro collegamenti Mirandola-Modena (di cui due diretti nei giorni feriali) e tre corse da Modena. Nei giorni festivi c'era un ulteriore treno in quanto a Cavezzo il mercato settimanale si svolge di domenica.

## Servizi
L'attuale autostazione di Mirandola è dotata di:
- Biglietteria a sportello
- Biglietteria automatica
- Sala d'attesa
- Servizi igienici
- Bar
- Parcheggio scambiatore per autoveicoli e biciclette